# Desirèe Henry
Desirèe Latifah Henry (Londra, 26 agosto 1995) è una velocista britannica.

## Palmarès
| Anno | Manifestazione  | Sede           | Evento      | Risultato  | Prestazione | Note                                             |
| ---- | --------------- | -------------- | ----------- | ---------- | ----------- | ------------------------------------------------ |
| 2011 | Mondiali U18    | Lilla          | 200 m piani | Oro        | 23"25       | Miglior prestazione mondiale stagionale under 18 |
| 2012 | Mondiali U20    | Barcellona     | 200 m piani | 4ª         | 23"34       |                                                  |
| 2012 | Mondiali U20    | Barcellona     | 4×100 m     | Finale     | dnf         |                                                  |
| 2013 | Europei U20     | Rieti          | 200 m piani | Argento    | 23"56       |                                                  |
| 2013 | Europei U20     | Rieti          | 4×100 m     | Oro        | 43"81       | Miglior prestazione nazionale under 20           |
| 2014 | World Relays    | Nassau         | 4×100 m     | 5ª         | 42"75       | Miglior prestazione personale stagionale         |
| 2014 | World Relays    | Nassau         | 4×200 m     | Argento    | 1'29"61     | Record nazionale                                 |
| 2014 | Mondiali U20    | Eugene         | 100 m piani | 4ª         | 11"56       |                                                  |
| 2014 | Mondiali U20    | Eugene         | 4×100 m     | Batteria   | dnf         |                                                  |
| 2014 | Europei         | Zurigo         | 100 m piani | 7ª         | 11"43       |                                                  |
| 2014 | Europei         | Zurigo         | 4×100 m     | Oro        | 42"24       | Record nazionale                                 |
| 2015 | Mondiali        | Pechino        | 4×100 m     | 4ª         | 42"10       | Record nazionale                                 |
| 2016 | Europei         | Amsterdam      | 100 m piani | Finale     | dnf         |                                                  |
| 2016 | Giochi olimpici | Rio de Janeiro | 100 m piani | Semifinale | 11"09       |                                                  |
| 2016 | Giochi olimpici | Rio de Janeiro | 4×100 m     | Bronzo     | 41"77       | Record nazionale                                 |
| 2017 | Mondiali        | Londra         | 100 m piani | Semifinale | 11"24       |                                                  |
| 2017 | Mondiali        | Londra         | 4×100 m     | Argento    | 42"12       |                                                  |
| 2019 | World Relays    | Yokohama       | 4×100 m     | Batteria   | dnf         |                                                  |
| 2024 | Europei         | Roma           | 4x100 m     | Oro        | 41"91       | Miglior prestazione europea stagionale           |
| 2024 | Giochi olimpici | Parigi         | 4x100 m     | Argento    | 41"85       |                                                  |
| 2025 | World Relays    | Guangzhou      | 4x100 m     | Oro        | 42"21       |                                                  |

## Altre competizioni internazionali
2014
- Argento in Coppa continentale ( Marrakech), 4×100 m - 42"98